# Pseudancistrus
Pseudancistrus (Псевданциструс) — рід риб триби Ancistrini з підродини Hypostominae родини Лорікарієві ряду сомоподібні. Має 18 видів. Наукова назва походить від грецьких слів pseudes, тобто «несправжній», та agkistron — «гак».

## Опис
Загальна довжина представників цього роду коливається від 8 до 20 см. Голова велика, морда сильно витягнута, сплощена зверху. У низки видів на морді присутні великі одонтоди (шкіряні зубчики). Очі невеличкі, у верхній частині голови. З боків голови виходять розгалужені пуки вусів. Тулуб кремезний, подовжений, з кістковими пластинами на спині та частково на череві, з боків вони відсутні. Спинний плавець високий, широкий, доволі довгий. Грудні плавці звужені, довгі. На їх шипах у самців є одонтоди. Черевні плавці помірно широкі, з округлими кінчиками. Жировий плавець крихітний. Анальний плавець маленький, спрямований донизу, з короткою основою. Хвостовий плавець помірно широкий.
Забарвлення зазвичай темно-сіре (інколи піщано-жовте), з більш світлим забарвленням на череві. У деяких видів, є світлі плями або плями з боків. Плавники такого ж кольору як і тіло, але у деяких видів є смуги на хвостовому плавці з помаранчевою чи червоною облямівкою на спинному та хвостовому плавцях.

## Спосіб життя
Це демерсальні риби. Воліють до прісних та чистих водойм. Зустрічаються на кам'янистих й скелястих ґрунтах і швидкій течії. Активні переважно у присмерку та вночі. Живляться м'якими водоростями й личинками комах.

## Розповсюдження
Мешкають у басейнах річок Кукенан, Кароні, Суринам, Жагуарібе, Ояпок, Амазонка і Оріноко.

## Види
- Pseudancistrus asurini
- Pseudancistrus barbatus
- Pseudancistrus coquenani
- Pseudancistrus corantijniensis
- Pseudancistrus depressus
- Pseudancistrus genisetiger
- Pseudancistrus guentheri
- Pseudancistrus kayabi
- Pseudancistrus kwinti
- ‘Pseudancistrus’ megacephalus
- Pseudancistrus nigrescens
- Pseudancistrus orinoco
- Pseudancistrus papariae
- Pseudancistrus pectegenitor
- Pseudancistrus reus
- Pseudancistrus sidereus
- Pseudancistrus yekuana
- Pseudancistrus zawadzkii